# Nzihi
Nzihi ist ein Verwaltungsbezirk (englisch Ward) des Distrikts Iringa in der tansanischen Region Iringa.

## Geografie
Nzihi liegt im südlichen Hochland von Tansania etwa 20 Kilometer Luftlinie nordwestlich der Regionshauptstadt Iringa. Der Bezirk grenzt im Nordosten an Kiwere, im Südosten an Ulanda im Südwesten an Kihanga und im Nordwesten an Mlowa. Bei der Volkszählung 2022 lebten 15.419 Menschen in 4272 Haushalten auf einer Fläche von 265 Quadratkilometern.

## Gliederung
Der Bezirk besteht aus sechs Gemeinden (swahili Mtaa) mit 44 Orten (Kitongoji):
| Nyamihuu - Isupilo - Kilimahewa - Chemchem - Makanyagio - Mabatini - Wilolesi - Isala - Majengo - Mbuyuni - Igingimali - Mlangali - Mkombe | Kipera - Mbuyuni - Mkola - Kisombambone - Kipera Ofisini - Mifugo - Mlambalasi - Mbulula - Mkwata - Mkwawa | Magubike - Chelesi - Kinyang'ama - Mtakuja - Kinyasaula - Igangilonga - Ibogo | Nzihi - Nzihi A - Nzihi B - Mjimwema B - Mimwema A - Mazombe - Mhanga - Mbega - Ihanzu | Ilalasimba - Songambele - Ipangani - Kalangali - Ilalasimba - Igunga Ndembwe | Kidamali - George Filiakosi - James Nzani - Winome - Kayugwa |

## Infrastruktur
- Bildung: Die Dimitrios Secondary School[8] und die Kidamali Secondary School[9] sind  staatliche weiterführende Schulen mit einer Ausbildung bis zur 4. Stufe. Erstere ist eine Tages- und Internatsschule, zweitere eine reine Tagesschule.
- Gesundheit: Im Bezirk liegt ein staatliches Gesundheitszentrum.[10] Öffentliche Apotheken gibt es in den Gemeinden Nyamihuu,[11] Kipera[12] und Ilalasimba.[13]